# Barraca de Cal Trencarroques
La Barraca de Cal Trencarroques és una barraca de vinya de Calafell (Baix Penedès) protegida com a Bé Cultural d'Interès Local.

## Descripció
Es tracta d'una edificació d'ús agrícola, de planta circular, amb un sol espai interior i una porta d'entrada amb arc de mig punt per l'exterior i lleugerament apuntat per l'interior. L'arc és realitzat amb peces de maçoneria col·locades de cantell. La porta és orientada al sud. La coberta és una volta cònica –o falsa cúpula– feta amb la superposició de filades de lloses planes, formant anells, el radi dels quals va decreixent progressivament. La volta és tancada per dues grans lloses i, per la seva cara exterior, va ser recoberta amb una capa de terra vegetal en la qual es van plantar atzavares per tal de compactar-la i millorar la seva impermeabilitat. A l'interior hi ha el fumeral d'una llar de foc i, a la seva esquerra, dues fornícules d'arc de mig punt. Una d'elles és situada a tocar del terra. Aquest tipus de fornícula situada a l'arrencament del mur, que en algunes publicacions les denominen cocó, servia per posar-hi el càntir, generalment enfondit a terra per mantenir la frescor de l'aigua.